# Goldston (Carolina do Norte)
Goldston é uma cidade  localizada no estado norte-americano de Carolina do Norte, no Condado de Chatham.

## Demografia
Segundo o censo norte-americano de 2000, a sua população era de 319 habitantes.
Em 2006, foi estimada uma população de 361, um aumento de 42 (13.2%).

## Geografia
De acordo com o United States Census Bureau tem uma área de
2,0 km², dos quais 2,0 km² cobertos por terra e 0,0 km² cobertos por água. Goldston localiza-se a aproximadamente 77 m acima do nível do mar.

## Localidades na vizinhança
O diagrama seguinte representa as localidades num raio de 32 km ao redor de Goldston.